# Rada Najwyższa Ukrainy
Rada Najwyższa Ukrainy (ukr. Верховна Рада України, „Werchowna Rada”) – jednoizbowy parlament Ukrainy. Rada Najwyższa Ukrainy jest bezpośrednią następczynią Rady Najwyższej Ukraińskiej SRR, która 24 sierpnia 1991 ogłosiła niepodległość Ukrainy i wystąpienie z ZSRR. Nazwę „Rada Najwyższa” nosi również parlament Republiki Autonomicznej Krymu.
Zgodnie z art. 76 Konstytucji Ukrainy Rada Najwyższa składa się z 450 deputowanych, wybieranych w głosowaniu powszechnym, równym, bezpośrednim i tajnym na kadencję pięcioletnią.
Od 2019 roku liczy ich faktycznie 423, ze względu na brak deputowanych z Krymu i Donbasu.

## Formowanie składu izby
Kadencja ukraińskiego parlamentu trwa 5 lat. Do jego składu może zostać wybrany obywatel Ukrainy, który najpóźniej w dniu wyborów ukończył 21. rok życia, dysponuje prawami wyborczymi i zamieszkuje na terytorium Ukrainy od co najmniej pięciu lat. Nie może zostać wybrany do ukraińskiego parlamentu ten, na kim ciąży wyrok za przestępstwo umyślne.
Wybory do Rady Najwyższej Ukrainy odbywają się w ostatnią niedzielę października w piątym roku kadencji Rady Najwyższej Ukrainy. Przedterminowe wybory odbywają się w ciągu sześćdziesięciu dni od dnia opublikowania postanowienia o rozwiązaniu parlamentu.
Wybory deputowanych odbywają się według mieszanego systemu proporcjonalno-większościowego. Połowa składu izby (225 deputowanych) wybierana jest w obejmującym terytorium całego kraju wielomandatowym okręgu wyborczym, w którym wyborca głosuje na jedną z ogólnokrajowych list partyjnych. Druga połowa składu Rady Najwyższej wybierana jest w okręgach jednomandatowych w jednej turze głosowania (deputowanym zostaje kandydat, który otrzymał największą liczbę głosów).
Deputowani do parlamentu mogą wchodzić w skład frakcji, przy czym deputowany wybrany z listy określonej partii politycznej (bloku wyborczego partii politycznych) zobowiązany jest do wejścia w skład frakcji parlamentarnej tejże partii politycznej.
Przed wstąpieniem na stanowisko deputowanego do Rady Najwyższej wymagane jest złożenie przysięgi następującej treści: Przysięgam na wierność Ukrainie. Zobowiązuję się wszystkimi swoimi czynami bronić suwerenności i niepodległości Ukrainy, troszczyć się o dobro Ojczyzny i pomyślność narodu ukraińskiego. Przysięgam, że będę przestrzegać Konstytucji Ukrainy i ustaw Ukrainy, wykonywać swoje obowiązki w interesie wszystkich rodaków. Odmowa złożenia przysięgi oznacza zrzeczenie się mandatu.
Rada Najwyższa pracuje w trybie sesyjnym. Obrady Rady Najwyższej są jawne. Mogą zostać utajnione, jeśli decyzję taką podejmie konstytucyjna większość składu Rady.

## Uprawnienia Rady Najwyższej
Uprawnienia Rady Najwyższej wymienione są w art. 85 Konstytucji Ukrainy. Należą do nich:
- wnoszenie zmian do Konstytucji Ukrainy;
- ogłaszanie referendum;
- uchwalanie ustaw;
- zatwierdzanie budżetu i wnoszenie do niego zmian oraz kontrola nad jego wykonywaniem;
- kształtowanie zasad polityki wewnętrznej i zagranicznej;
- zatwierdzanie ogólnopaństwowych programów rozwoju ekonomicznego, naukowo-technicznego, socjalnego, narodowo-kulturalnego, ochrony środowiska;
- zarządzanie wyborów Prezydenta Ukrainy;
- wysłuchiwanie orędzia prezydenta;
- ogłaszanie na wniosek prezydenta Ukrainy stanu wojny oraz zawieranie pokoju, a także zatwierdzanie decyzji prezydenta o wykorzystaniu Sił Zbrojnych Ukrainy oraz innych formacji wojskowych w razie napaści zbrojnej;
- możliwość usunięcia prezydenta w drodze specjalnej procedury (impeachment);
- kształtowanie programu działalności Gabinetu Ministrów;
- powoływanie na wniosek Prezydenta Ukrainy premiera Ukrainy, ministra obrony Ukrainy, ministra spraw zagranicznych Ukrainy, powoływanie na wniosek premiera Ukrainy pozostałych członków Gabinetu Ministrów Ukrainy, przewodniczącego Komitetu Antymonopolowego Ukrainy, przewodniczącego Komitetu ds. Radia i Telewizji Ukrainy, Przewodniczącego Funduszu Majątku Państwowego Ukrainy, odwoływanie powyższych osób ze stanowisk, kierowanie zapytań pod adresem premiera Ukrainy oraz członków Gabinetu Ministrów Ukrainy;
- kontrola działalności Rady Ministrów;
- przyjmowanie regulaminu Rady Najwyższej;
- powoływanie i odwoływanie przewodniczącego i innych członków Izby Obrachunkowej;
- powoływanie i odwoływanie Rzecznika Praw Człowieka w Radzie Najwyższej Ukrainy, wysłuchiwanie jego corocznych sprawozdań o stanie przestrzegania i ochrony praw i wolności człowieka na Ukrainie;;
- powoływanie i odwoływanie prezesa Banku Narodowego Ukrainy na wniosek Prezydenta Ukrainy;
- powoływanie i odwoływanie połowy składu Rady Banku Narodowego Ukrainy;
- powoływanie i odwoływanie połowy składu Narodowej Rady Ukrainy ds. Radia i Telewizji;
- powoływanie i odwoływanie członków Centralnej Komisji Wyborczej na wniosek Prezydenta Ukrainy;
- zatwierdzanie ogólnej struktury, liczebności i wyznaczanie funkcji Służby Bezpieczeństwa Ukrainy, Sił Zbrojnych Ukrainy, innych utworzonych na podstawie odpowiednich ustaw formacji wojskowych;
- uchwalanie decyzji o udzieleniu pomocy wojskowej innym państwom, wysyłaniu ukraińskich oddziałów wojskowych na terytorium innych krajów oraz dopuszczaniu na terytorium Ukrainy oddziałów sił zbrojnych innych państw;
- ustanawianie symboli państwowych Ukrainy;
- udzielanie zgody prezydentowi Ukrainy na powołanie i zwolnienie ze stanowiska Prokuratora Generalnego Ukrainy, uchwalanie wotum nieufności Generalnemu Prokuratorowi, co skutkuje jego dymisją;
- powoływanie i odwoływanie jednej trzeciej składu Sądu Konstytucyjnego Ukrainy;
- powoływania sędziów na termin nieograniczony;
- rozwiązanie Rady Najwyższej Autonomicznej Republiki Krym w przypadku stwierdzenia przez Trybunał Konstytucyjny Ukrainy naruszenia przez nią Konstytucji i innych praw Ukrainy; zarządzanie przedterminowych wyborów do Rady Najwyższej Autonomicznej Republiki Krym;
- uchwalanie zmian w strukturze administracyjnej państwa oraz zmiany nazewnictwa poszczególnych jej jednostek;
- zarządzanie wyborów do organów samorządu terytorialnego;
- zatwierdzanie w ciągu dwóch dni od momentu zarządzenia przez Prezydenta Ukrainy dekretów o wprowadzeniu stanu wojennego lub stanu wyjątkowego na Ukrainie bądź na jej określonych terenach, o powszechnej albo częściowej mobilizacji, o ogłoszeniu określonych terenów obszarami nadzwyczajnej sytuacji ekologicznej;
- przyjmowanie co najmniej jedną trzecią głosów konstytucyjnego składu Rady Najwyższej wniosku o skierowaniu zapytania do prezydenta Ukrainy;
- powoływanie i odwoływanie szefa aparatu Rady Najwyższej Ukrainy; zatwierdzanie planu wydatków Rady Najwyższej Ukrainy oraz struktury jej aparatu;
- zatwierdzanie ustawą Konstytucji Autonomicznej Republiki Krym oraz wprowadzanych do niej zmian.

## Siedziba Rady Najwyższej
Siedziba Rady mieści się w neoklasycystycznym budynku przy ulicy Hruszewśkiego w Kijowie. Wybudowano go w latach 1936–1939 według projektu Wołodymyra Zabołotnego z przeznaczeniem na siedzibę Rady Najwyższej Ukraińskiej SRR. Pierwsze obrady w nowo wybudowanym budynku odbyły się 25 lipca 1939.

## Kadencje Najwyższej Rady Ukrainy
- I kadencja Rady Najwyższej Ukrainy 1990-1994 – Posłowie Rady Najwyższej Ukrainy I kadencji
- II kadencja Rady Najwyższej Ukrainy 1994-1998 – Posłowie Rady Najwyższej Ukrainy II kadencji
- III kadencja Rady Najwyższej Ukrainy 1998-2002 – Posłowie Rady Najwyższej Ukrainy III kadencji
- IV kadencja Rady Najwyższej Ukrainy 2002-2006 – Posłowie Rady Najwyższej Ukrainy IV kadencji
- V kadencja Rady Najwyższej Ukrainy 2006-2007 – Posłowie Rady Najwyższej Ukrainy V kadencji
- VI kadencja Rady Najwyższej Ukrainy 2007-2012 – Posłowie Rady Najwyższej Ukrainy VI kadencji
- VII kadencja Rady Najwyższej Ukrainy 2012-2014 – Posłowie Rady Najwyższej Ukrainy VII kadencji
- VIII kadencja Rady Najwyższej Ukrainy – Posłowie Rady Najwyższej Ukrainy VIII kadencji
- IX kadencja Rady Najwyższej Ukrainy – Posłowie Rady Najwyższej Ukrainy IX kadencji

## Prezydium
- Rusłan Stefanczuk – Przewodniczący Rady Najwyższej Ukrainy (wybrany 8 października 2021)[6]
- Ołena Kondratiuk (wybrana 8 października 2021)

## Frakcje
Obecny skład Rady pochodzi z wyborów 2019
| Ugrupowanie                          | Lider listy krajowej | Lista krajowa | Lista krajowa | Lista krajowa | Mandaty w okręgach | Suma mandatów |
| Ugrupowanie                          | Lider listy krajowej | Głosy         | % głosów      | Mandaty       | Mandaty w okręgach | Suma mandatów |
| ------------------------------------ | -------------------- | ------------- | ------------- | ------------- | ------------------ | ------------- |
| Sługa Ludu                           | Dmytro Razumkow      | 6 307 097     | 43,16         | 124           | 130                | 254           |
| Opozycyjna Platforma – Za Życie      | Jurij Bojko          | 1 908 087     | 13,05         | 37            | 6                  | 43            |
| Batkiwszczyna                        | Julia Tymoszenko     | 1 196 256     | 8,18          | 24            | 2                  | 26            |
| Europejska Solidarność               | Petro Poroszenko     | 1 184 515     | 8,10          | 23            | 2                  | 25            |
| Głos                                 | Swiatosław Wakarczuk | 851 669       | 5,84          | 17            | 3                  | 20            |
| Partia Radykalna Ołeha Laszki        | Ołeh Laszko          | 586 294       | 4,01          | 0             | 0                  | 0             |
| Siła i Honor                         | Ihor Smeszko         | 558 674       | 3,82          | 0             | 0                  | 0             |
| Opozycyjny Blok                      | Jewgienij Murajew    | 443 200       | 3,03          | 0             | 6                  | 6             |
| Ukraińska Strategia                  | Wołodymyr Hrojsman   | 352 895       | 2,41          | 0             | 0                  | 0             |
| Partia Szarija                       | Anatolij Szarij      | 327 224       | 2,23          | 0             | 0                  | 0             |
| Swoboda                              | Ołeh Tiahnybok       | 315 530       | 2,15          | 0             | 1                  | 1             |
| Pozycja Obywatelska                  | Anatolij Hrycenko    | 153 259       | 1,04          | 0             | 0                  | 0             |
| Partia Zielonych Ukrainy             | Tetiana Bodun        | 96 659        | 0,66          | 0             | 0                  | 0             |
| Samopomoc                            | Andrij Sadowy        | 91 700        | 0,62          | 0             | 1                  | 1             |
| Agrarna Partia Ukrainy               | Mychajło Popławski   | 75 540        | 0,51          | 0             | 0                  | 0             |
| Ruch Nowych Sił Micheila Saakaszwili | Micheil Saakaszwili  | 67 742        | 0,46          | 0             | 0                  | 0             |
| Siła Ludzi                           | Ołeksandr Sołontaj   | 28 002        | 0,19          | 0             | 0                  | -             |
| Siła Prawa                           | Andrij Senczenko     | 20 497        | 0,14          | 0             | 0                  | 0             |
| Społeczna Sprawiedliwość             | Anna Szlapak         | 16 575        | 0,11          | 0             | 0                  | 0             |
| Patriota                             | Mykoła Hołomsza      | 16 147        | 0,11          | 0             | 0                  | 0             |
| Niezależność                         | Anatolij Mohylow     | 7 979         | 0,05          | 0             | 0                  | 0             |
| Pochodnia                            | Tetiana Odnoroh      | 7 749         | 0,05          | 0             | 0                  | 0             |
| Pozostali                            | –                    | –             | –             | –             | 2                  | 2             |
| Kandydaci Niezależni                 | –                    | –             | –             | –             | 46                 | 46            |